# Præfectio
Le præfectio, (hongrois : fiúsítás) était, au sein du Royaume de Hongrie, une prérogative royale par laquelle un monarque pouvait autoriser la fille d'un noble qui n'aurait pas eu d'héritier mâle d'hériter des propriétés terriennes et des biens de son père, et de transmettre son statut de noble à ses propres fils, même si elle est mariée à un roturier. Cette fille est alors appelée praefecta en latin.

## Histoire
Le premier præfectio date de 1332, lorsque le roi Charles Robert accorde ce statut à Margit Gersei. La famille Gersei était resté fidèle et aux côtés du roi lorsque ce dernier avait dû faire face à la fronde d'oligarques locaux qu'il avait du affronter pour imposer son autorité. La famille Kőszegi fit assassiner tous les membres de cette famille à l'exception de Margit Gersei qui fut sauvée par sa nourrice. Cette dernière épousera d'ailleurs par la suite Pál Magyar, un soutien du roi. Louis Ier de Hongrie, fils du roi Charles de Robert continua à accorder ce statut aux différentes familles le soutenant et qui en faisaient la demande.
On dénombre à ce jour plus de 100 cas de præfectio accordés jusqu'en 1526, lorsque la plus grande partie de la Hongrie fut envahit par l'empire ottoman et que l'administration du territoire fut décentralisée.
Certaines praefectas sont célèbres :
- Marie Ire de Hongrie, fille de Louis Ier de Hongrie,
- Borbála Ozorai, héritière de la famille Ozorai, femme de Pippo Spano
- Orsolya Kanizsai, héritière de la famille Kanizsai, femme de Tamás Nádasdy